# Las pastewny

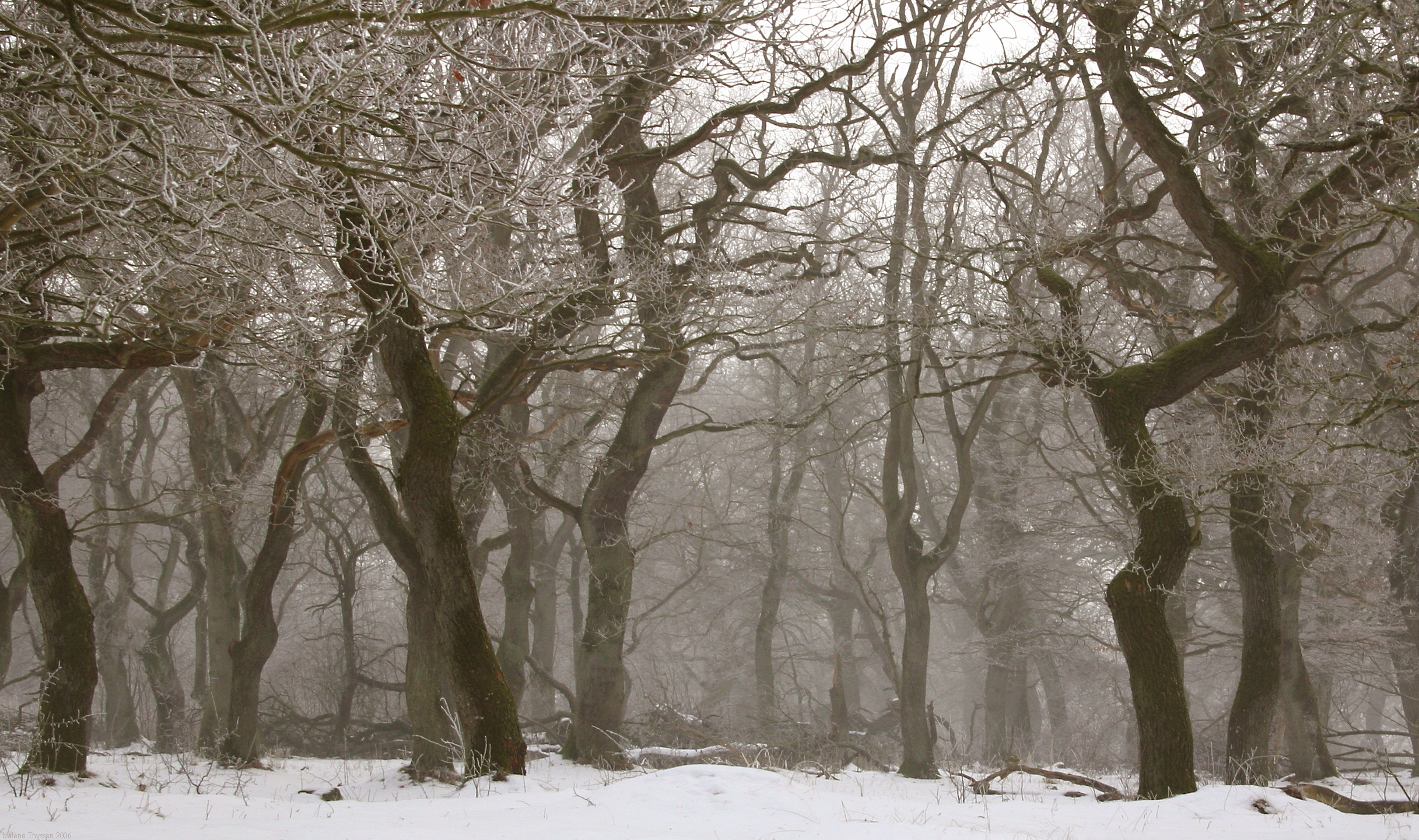
Las pastewny w Langå zimą

Las pastewny – zazwyczaj dębowy lub bukowy las, w którym w średniowieczu wypasano świnie. Cechą charakterystyczną takich lasów jest obecność głównie starych drzew, gdyż młode, wyrastające dopiero pędy były zjadane przez pasące się zwierzęta. W czasach średniowiecza miarą jakości dąbrowy była liczba świń, które mogła wyżywić. Przeciętnie 25 dorosłych dębów umożliwiało utuczenie jednego wieprza. Wypasanie owiec w drzewostanach stoków bieszczadzkich, rozpoczęte w XVI–XVII w., doprowadziło w nich do zmiany struktury ekosystemu (m.in. recesji niektórych gatunków drzew i innych roślin).
Świadectwem praktyki pasania świń w lasach są nazwy niektórych polskich miejscowości, np. Świniowice. W Świniowicach lasy bukowe i dębowe już nie istnieją. Przykładem zachowanego do dziś lasu pastewnego jest Langå Egeskov w Langå w Danii (obecnie wypasanie zwierząt w lasach jest zabronione).